# Thanh Phú (nghệ sĩ)
Nghệ sĩ Thanh Phú (1946–2023), tên khai sinh là Nguyễn Giêng Tuất (do cha ông họ Nguyễn, ông được sinh ra vào tháng Giêng, năm Tuất). Ông được sinh ra tại Hóc Môn, Thành phố Hồ Chí Minh.

## Thông tin

### Thời niên thiếu
Năm 11 tuổi, ông đã yêu thích văn nghệ, đi theo nghệ sĩ Hùng Anh (con trai của nghệ sĩ Minh Chí), một tay trống ở ban Trường Xuân thời đó.
Ngoài thời gian học, ông lang thang theo các đoàn hát, diễn chung quanh thôn xóm ở gần nhà. Chính những tháng ngày này đã nhem nhóm trong lòng ông ý chí được theo nghề diễn viên.
Đến năm ông 14 tuổi (1960), ông ý thức được rằng muốn trở thành nghệ sĩ chuyên nghiệp phải học hành đàng hoàng từ nhịp điệu, bài ca đến vũ đạo, trình thức biểu diễn.
Lúc này biết đoàn Đồng Ấu Minh Tơ đang hoạt động tài Đình Cầu Quan (Quận 1 ngày nay), ông quyết định xin vào đoàn học nghề, thời đó nghệ nhân Minh Tơ đang dạy các diễn viên nhí là con cháu của gia đình gồm: Thanh Tòng, Trường Sơn, Xuân Yến, Thanh Loan, Bạch Lê, Bửu Truyện, Thanh Thế, Công Minh...
Ông tuy không phải là con của nghệ sĩ nhưng nhìn vóc dáng nhanh nhẹn và giọng ca trầm ấm, nên được nghệ nhân Minh Tơ nhận lời, thu nhận vào đoàn rèn luyện cho ông đóng vai tướng võ, quan văn...
Năm 1964, đoàn Đồng Ấu Minh Tơ giải thể, ông gia nhập đoàn Kim Chung, đi theo nghệ sĩ Minh Cảnh, vừa làm quân sĩ vừa nhắc tuồng. Giai đoạn này, ông được nghệ sĩ Minh Cảnh cho thay thế những vai phụ khi trong đoàn thiếu người. Chính vì vậy ông phát triển nghề rất nhanh, vai nào cũng có thể diễn, nhất là những vai kép độc. Ông nổi tiếng trở thành nghệ sĩ thế vai từ đó.
Đặc biệt, nghệ sĩ Thanh Phú đã nhiều lần thế vai "danh ca bạc triệu" đầu tiên của sân khấu cải lương là nghệ sĩ Thanh Hải trên sân khấu Kim Chung, rồi thế cả vai diễn của Đệ nhất danh ca Út Trà Ôn, nghệ sĩ Út Hiền hoặc đã từng thế vai danh ca Thanh Tuấn.

### Gian nan, vất vả
Thời đó, các các nam nghệ sĩ thường dính tuổi quân dịch nên cuộc đời đi hát của ông chịu biết bao nhiêu gian nan, khổ ải, có lúc cận kề bên cái chết, may mắn thoát được. Dù hoàn cảnh có ra sao vẫn không làm thay đổi tình yêu ông dành cho sân khấu cải lương.
Năm 1973, ông về đoàn Hương Mùa Thu và được dịp may hát thế vai kép chánh của Hà Bửu Tân. Nhờ đó, ông đã được cô đào trẻ Lan Hương chú ý và dần dần nảy sinh tình cảm rồi nên duyên vợ chồng.
Sau đó ông về cộng tác với công ty Kim Chung đi từ đoàn 1 qua đến đoàn 6 nhưng sự nghiệp nghệ thuật của ông rực rỡ nhất là trên sân khấu đoàn Kim Chung 5.
Vai diễn ấn tượng nhất của nghệ sĩ Thanh Phú là vai Dư Hải Long trong vở Xin một lần yêu nhau, sau này ông cũng đóng vai Hồ Diên Trúc cũng trong vở diễn này.

### Đào tạo diễn viên
Với kinh nghiệm từ các vai kép độc, NS Thanh Phú đã đúc kết được nhiều bài học kinh nghiệm cho nghề và ông đã truyền dạy lại cho các diễn viên trẻ, như: Minh Cường, Kim Tử Long, Lê Giang, Bảo Ngọc, Bảo Quý, Thiên Kim (sau này trở thành ca sĩ biểu diễn tại hải ngoại)...
Một thời nhóm Đồng Ấu Kim Đồng (do ông thành lập) nổi tiếng với một số trích đoạn: Thái hậu Dương Vân Nga, Trần Quốc Toản ra quân...

## Vai diễn
| Vở diễn              | Vai          |
| -------------------- | ------------ |
| Xin một lần yêu nhau | Dư Hải Long  |
| Xin một lần yêu nhau | Hồ Diên Trúc |
| Bà chúa ăn mày       |              |

## Vinh danh
Ngày 04 tháng 6 năm 2013, với nhiều đóng góp cho sân khấu cải lương trong các vai kép độc, ông đã được vinh danh tại chương trình Những kép độc trên sân khấu cải lương do Trung tâm Tổ chức biểu diễn và Điện ảnh Thành phố Hồ Chí Minh thực hiện tại Nhà hát Thành phố.
Trong lịch sử sân khấu cải lương miền Nam, nhắc đến kép độc nổi tiếng phải kể đến các nghệ sĩ: Năm Châu, Ba Vân, Tám Vân, Hoàng Giang, Diệp Lang, Hùng Minh, Thanh Điền, La Kính, Văn Ngà...